# 30060 Davidseong
30060 Davidseong este un asteroid din centura principală de asteroizi.

## Descriere
30060 Davidseong este un asteroid din centura principală de asteroizi. A fost descoperit pe 10 martie 2000 la Socorro, New Mexico, în cadrul proiectului LINEAR. Asteroidul prezintă o orbită caracterizată de o semiaxă mare de 2,39 ua, o excentricitate de 0,15 și o înclinație de 2,2° în raport cu ecliptica.